# Акромион

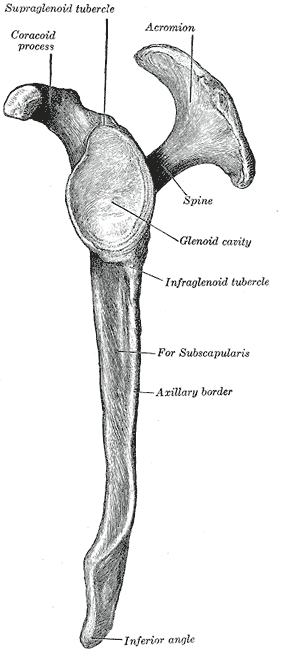
Левая лопатка, акромион — вверху справа.

Акромион (лат. acromion) — латеральный конец лопаточной кости, сочленяющийся с акромиальной суставной поверхностью ключицы (лат. facies articularis acromii). Вместе они образуют акромиально-ключичный сустав (лат. articulatio acromioclavicularis).
Костная структура акромиона формируется из множественных точек окостенения, одна из них может сохраняться в течение всей жизни — акромиальная кость (кость плечевого отростка) (лат. os acromiale), иногда ошибочно принимаемый на рентгенограмме за отломок.
Акромион рукокрылых имеет большую относительную длину по сравнению с акромионом человека.

## Строение
Акромион образует вершину плеча, и представляет собой большую, немного треугольную или прямоугольную продолговатую форму, сплющенную сзади,которая выступает  сначала поперечно, а затем изгибается вперед и вверх, чтобы выступать  над  суставной впадиной .

### Поверхности
Верхняя поверхность направлена  вверх, назад и вбок и  является выпуклой, грубой и присоединяется к  дельтовидной мышце, а в остальной части  к её [подкожной ткани]. Нижняя поверхность гладкая и вогнутая.